# Whorehouse Blues
Whorehouse Blues è una canzone della famosa band inglese heavy metal Motörhead.
Il cd singolo contiene i brani "Whorehouse Blues" e "Killers", tratti dall'album Inferno ed il videoclip della title track. Poiché in molti paesi non è stato messo in commercio ma usato solo come cd promozionale, il disco è già diventato un raro oggetto da collezione.
La title-track Whorehouse Blues è il pezzo conclusivo di tale album e si distingue dalle altre tracce del disco perché si tratta di un inaspettato blues acustico con Phil Campbell e il batterista Mikkey Dee a suonare la chitarra e con il frontman Lemmy Kilmister che accompagna con l'armonica la canzone.
Il brano ha riscosso immediatamente molto successo, e infatti i Motörhead sono soliti suonarla nei loro spettacoli dal vivo; come dimostra per esempio il DVD del 30º anniversario uscito nel 2005 e intitolato Stage Fright.
Le altre tracce del singolo sono Killers, brano molto hard rock e che si sostanzia immediatamente come classico della band.
La terza traccia del singolo è il videoclip della title-track; girato nel giugno 2004, vede un'apparizione della leader dei Meldrum Moa Holmsten, insieme ad alcune avvenenti donne e sosia delle celebrità mondiali, tra le quali spicca il sosia di Brad Pitt.

## Tracce
Tutte le tracce sono composte da Campbell, Dee, Kilmister
1. Whorehouse Blues
2. Killers
3. Whorehouse Blues (video)

## Formazione
- Lemmy Kilmister - basso, voce, armonica a bocca
- Phil Campbell - chitarra elettrica, chitarra acustica
- Mikkey Dee - batteria, chitarra acustica